# My Way
My Way è un brano musicale inciso da Frank Sinatra e pubblicato come singolo nel 1969. Si tratta della versione inglese del brano Comme d'habitude, scritto due anni prima da Jacques Revaux su testo di Gilles Thibaut e Claude François; il testo della versione inglese, totalmente diverso nel contenuto dall'originale, fu scritto da Paul Anka.
Singolo di enorme successo, My Way raggiunse la quinta posizione nel Regno Unito e vinse il Grammy Hall of Fame Award 2000. A pari merito con Last Christmas degli Wham! è il terzo singolo nella storia rimasto più a lungo fra le prime 40 posizioni della Official SIngles Chart britannica (75 settimane), dopo All I Want for Christmas Is You di Mariah Carey e Fairytale of New York di The Pogues.

## Antefatti

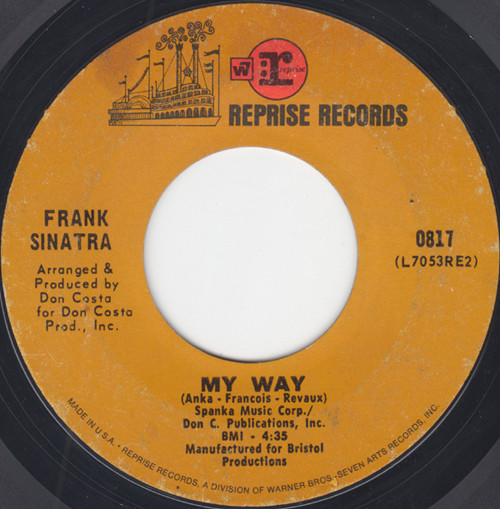
Il 45 giri di My Way

Paul Anka, che durante gli anni sessanta si trovava in Francia, ascoltò Comme d'habitude alla radio. Colpito dal brano, pensò a un adattamento in inglese. Dopo essersi recato a Parigi per trattare l'acquisto dei diritti, compose i versi e sottopose la canzone, divenuta My Way («a modo mio»), a Frank Sinatra.
La versione inglese non è un adattamento ma un testo a sé stante che non ha nulla a che vedere con la versione originale: a parlare in prima persona è un uomo prossimo alla morte che traccia un bilancio della sua vita e non ha molti rimpianti poiché ha sempre vissuto «a modo suo». Il tema calzava a pennello per Sinatra il quale però non ne fu particolarmente colpito. A convincerlo fu sua figlia Nancy, secondo cui il padre incarnava il mito americano del self-made man. Sinatra dichiarò più volte di detestare la canzone, che pure era stata «molto buona con lui», opinione confermata in un'intervista alla BBC dall'altra sua figlia Tina, la quale dichiarò che il padre la trovava «autoindulgente e autodeclamatoria».
La canzone non piaceva particolarmente neanche a Elvis Presley, che pure negli anni settanta la inserì stabilmente nel proprio repertorio. Presley non riusciva a sentirla sua e non era a suo agio a cantarla dal vivo. Comunque la interpretò in almeno due grandi produzioni del periodo, il documentario Elvis on Tour e il successivo concerto Aloha from Hawaii, e la personalizzò con la ripetizione degli ultimi versi (the record shows I took the blows / and did it my way) che chiudeva con un intenso acuto.
Paul Anka incise la propria versione sempre nel 1969 e il brano fu a sua volta tradotto in molte altre lingue. Sid Vicious, ex bassista dei Sex Pistols, ne incise poco prima di morire una versione dissacrante, cambiandone buona parte del testo: fu inclusa nell'album postumo Sid Sings (1979) nel film The Great Rock 'n' Roll Swindle (1980) di Julien Temple.
Stando a Gildo De Stefano:

## Nella cultura di massa
Sinatra e My Way sono citati nella canzone It's My Life dei Bon Jovi del 2000, nel verso: like Frankie said i did it my way.